# Wielgomłyny (gemeente)
De gemeente Wielgomłyny is een landgemeente in het Poolse woiwodschap Łódź, in powiat Radomszczański.
De zetel van de gemeente is in Wielgomłyny.
Op 30 juni 2004 telde de gemeente 5008 inwoners.

## Oppervlakte gegevens
In 2002 bedroeg de totale oppervlakte van gemeente Wielgomłyny 123,07 km², waarvan:
- agrarisch gebied: 73%
- bossen: 22%

De gemeente beslaat 8,53% van de totale oppervlakte van de powiat.

## Demografie
Stand op 30 juni 2004:
| Omschrijving                   | Totaal | Totaal | Vrouwen | Vrouwen | Mannen | Mannen |
| ------------------------------ | ------ | ------ | ------- | ------- | ------ | ------ |
| eenheid                        | aantal | %      | aantal  | %       | aantal | %      |
| inwoners                       | 5008   | 100    | 2431    | 48,5    | 2577   | 51,5   |
| bevolkingsdichtheid (inw./km²) | 40,7   | 40,7   | 19,8    | 19,8    | 20,9   | 20,9   |

In 2002 bedroeg het gemiddelde inkomen per inwoner 1316,97 zł.

## Administratieve plaatsen (sołectwo)
Goszczowa, Karczów, Kruszyna, Krzętów, Myśliwczów, Niedośpielin, Pratkowice, Rogi, Rudka, Sokola Góra, Trzebce, Trzebce-Perzyny, Wielgomłyny, Wielgomłyny-Kolonia, Wola Kuźniewska, Wola Życińska, Zagórze, Zalesie.

## Overige plaatsen
Anielin, Błonie, Bogusławów, Borecznica, Borowiec, Brzezinki, Dębowiec, Grabowie, Kubiki, Maksymów, Młyn Dolny, Niwa Goszczowska, Niwa Zagórska, Odrowąż, Papiernia, Piaski, Popielarnia, Radzimia, Sroków, Wielgomłyny Poduchowne, Wólka Bankowa, Wólka Włościańska, Wygwizdów, Zacisze, Zastawie, Zawodzie.

## Aangrenzende gemeenten
Kluczewsko, Kobiele Wielkie, Masłowice, Przedbórz, Żytno